# Gymnochthebius oppositus
Gymnochthebius oppositus är en skalbaggsart som beskrevs av Perkins 1980. Gymnochthebius oppositus ingår i släktet Gymnochthebius och familjen vattenbrynsbaggar. Inga underarter finns listade i Catalogue of Life.